# Drosophila nudidrosophila (artgrupp)
Drosophila nudidrosophila är en artgrupp inom släktet Drosophila och undersläktet Hawaiian Drosophila. Artgruppen består av fem artundergrupper.

## Artundergruppenhirtitibia
- Drosophila hirtitibia (Hardy, 1965)
- Drosophila konaensis (Magnacca & O'Grady, 2008)
- Drosophila mawaena (Magnacca & O'Grady, 2008)
- Drosophila papaalai (Magnacca & O'Grady, 2008)

## Artundergruppenkahania
- Drosophila kahania (Magnacca & O'Grady, 2008)
- Drosophila longipalpus (Magnacca & O'Grady, 2008)

## Artundergruppennudidrosophila
- Drosophila aenicta (Hardy, 1966)
- Drosophila amita (Hardy, 1965)
- Drosophila canavalia (Magnacca & O'Grady, 2008)
- Drosophila eximia (Hardy, 1965)
- Drosophila gemmula (Hardy, 1965)
- Drosophila kualapa (Magnacca & O'Grady, 2008)
- Drosophila lepidobregma (Hardy, 1965)
- Drosophila mahui (Magnacca & O'Grady, 2008)
- Drosophila malele (Magnacca & O'Grady, 2008)
- Drosophila panoanoa (Magnacca & O'Grady, 2008)
- Drosophila poonia (Magnacca & O'Grady, 2008)

## Artundergruppenokala
- Drosophila akoko (Magnacca & O'Grady, 2008)
- Drosophila kuhao (Magnacca & O'Grady, 2008)
- Drosophila makawao (Magnacca & O'Grady, 2008)
- Drosophila okala (Magnacca & O'Grady, 2008)
- Drosophila panina (Magnacca & O'Grady, 2008)

## Artundergruppenvelata
- Drosophila halapepe (Magnacca & O'Grady, 2008)
- Drosophila kauaiensis (Magnacca & O'Grady, 2008)
- Drosophila lauoho (Magnacca & O'Grady, 2008)
- Drosophila milolii (Magnacca & O'Grady, 2008)
- Drosophila pohaka (Magnacca & O'Grady, 2008)
- Drosophila velata (Hardy, 1965)